# エドワード・オールドコーン
エドワード・オールドコーン（Edward Oldcorne / Oldcorn、1561年 - 1606年4月7日）、別名にホール（Hall）は、イングランドのイエズス会神父。イングランドのヨークの出身で、後に大陸に渡って神学教育を受け、カトリックの神父となる。1588年より潜伏生活を送りながら、カトリックが弾圧されていたイングランド国内で布教活動を行っていた。1605年の火薬陰謀事件に関連して、1606年1月にイングランド国内で活動するイエズス会の要人ヘンリー・ガーネット神父と共に当局に逮捕され、同年4月に大逆罪にて首吊り・内臓抉り・四つ裂きの刑で処刑される。陰謀計画を事前に知っていたとされるが、実際の関与は不明。ローマ・カトリックの殉教者として1929年に列福された。

## 出自
1561年にヨークにて、煉瓦職人のジョン・オールドコーンとその妻メアリーの子として生まれた。父はプロテスタント（英国国教会）だったが、母は信仰のために監獄に入ったこともあるというカトリックであった。そしてヨークのセント・ピーターズ・スクールで教育を受けたが、この学友には後の火薬陰謀事件のメンバーであったガイ・フォークスとライト兄弟（ジョン・ライト、クリストファー・ライト）がいた。
オールドコーンは医者となるべく教育を受けたが、後に聖職に就くことを決意した。フランス・ランスのイングリッシュ・カレッジを経てローマに行き、1587年に叙階された後、1588年にイエズス会士となった。

## イングランドでの任務
1588年末、オールドコーンは同じイエズス会士のジョン・ジェラード神父と共にイングランドに戻った。
1589年初頭にヘンリー・ガーネット神父と共にウェスト・ミッドランズに赴き、ウォリックシャーのコートンを訪れ、バッダースリー・クリントンに定住した。
その後、主にウスターシャーで17年活動した。1596年以降はオズワルド・テシモンドの補佐を受けた。
同じくイエズス会のトマス・リスター神父も、オールドコーンの任務を助力したが、潜伏生活での制限は厳しいものであった。
オールドコーンは、しばしばバデスリー・クリントンの近くにあったハインドリップ・ホールのトマス・アビントンの家に滞在した。そこで彼はトマスの妹ドロシーを改宗させた。
その後、この家はニコラス・オーウェンによって、カトリック司祭を匿うのに必要な改築（聖職者の巣穴）がなされた。

## ジェームズ1世の即位と火薬陰謀事件
1603年、カトリックに対し苛烈な政策をとったエリザベス女王が亡くなり、スコットランド王ジェームズ6世が、ジェームズ1世として後を継ぐことが決まった。イングランドにおけるイエズス会の要人であるヘンリー・ガーネット神父含めて、多くのカトリック教徒はジェームズが自分たちに寛容な政策を行うと期待した。しかし、1604年初頭には司祭の国外追放や国教忌避者に対する罰金が再開され、カトリック教徒達に失望が広がった。その一人である過激派のロバート・ケイツビーは議会開会式にて議場を爆破してジェームズ及び政府要人をまとめて暗殺し、また同時にミッドランズ地方で反乱を起こしてカトリックの傀儡君主を立てることを計画した（火薬陰謀事件）。
火薬陰謀事件に先立つ1601年11月3日、オールドコーンは喉頭癌を患い、治療のためウェールズ北部のホリウェルにあるセント・ウィンフリード・ウェルへの巡礼に出た。癌は治り、1605年には彼の回復を喜ぶ約30名の者たちと巡礼という形で帰ってきた。その中にはオズワルド・テシモンド、ラルフ・アシュリー、ヘンリー・ガーネット、ニコラス・オーウェン、ジョン・ジェラードといったイエズス会士たちの他に、火薬陰謀事件に加担したエバラード・ディグビーとその妻もいた。ディグビー夫妻を転向させたのがオールドコーンであった。この2度目の巡礼のタイミングと参加者は、後に当局の疑惑を呼んだ。政府は、この集まりを状況証拠として陰謀の関係者と見なした。
1605年11月4日深夜、貴族院の地下室にて大量の火薬と共にガイ・フォークスが発見され、陰謀は発覚した。当局は速やかに関係者の洗い出し、捜索を開始した。11月8日には首謀者ケイツビーは追跡隊との戦闘で死亡し、計画に関与した主だった者たちはほぼ全員が逮捕されるか死亡した。
陰謀の露見時、オールドコーンは14年にわたって拠点としていたハインドリップ・ホールにいた。12月には事件への関与を疑われて、行方を捜索されていたヘンリー・ガーネット、ニコラス・オーウェン、ラルフ・アシュリーらも加わった。ハインドリップは1月に当局の探索を受けたものの、4人は発見されなかった。ガーネットとオールドコーンは一緒の隠し部屋に潜んでいたが、他の平修士の2人は別の場所に隠れていた。彼らの容態は悪く、8日後に降伏した。
オールドコーンはガーネットと共にサー・ヘンリー・ブロムリーに逮捕され、ウスターシャーのホルトの城で一時拘束された後、ロンドン塔に連行された。ブロムリーの探索はもっと早くに打ち切られると予想していたが、彼はハンフリー・リトルトンからオールドコーンとガーネットが潜伏しているという情報を得ていた。

## 裁判と処刑

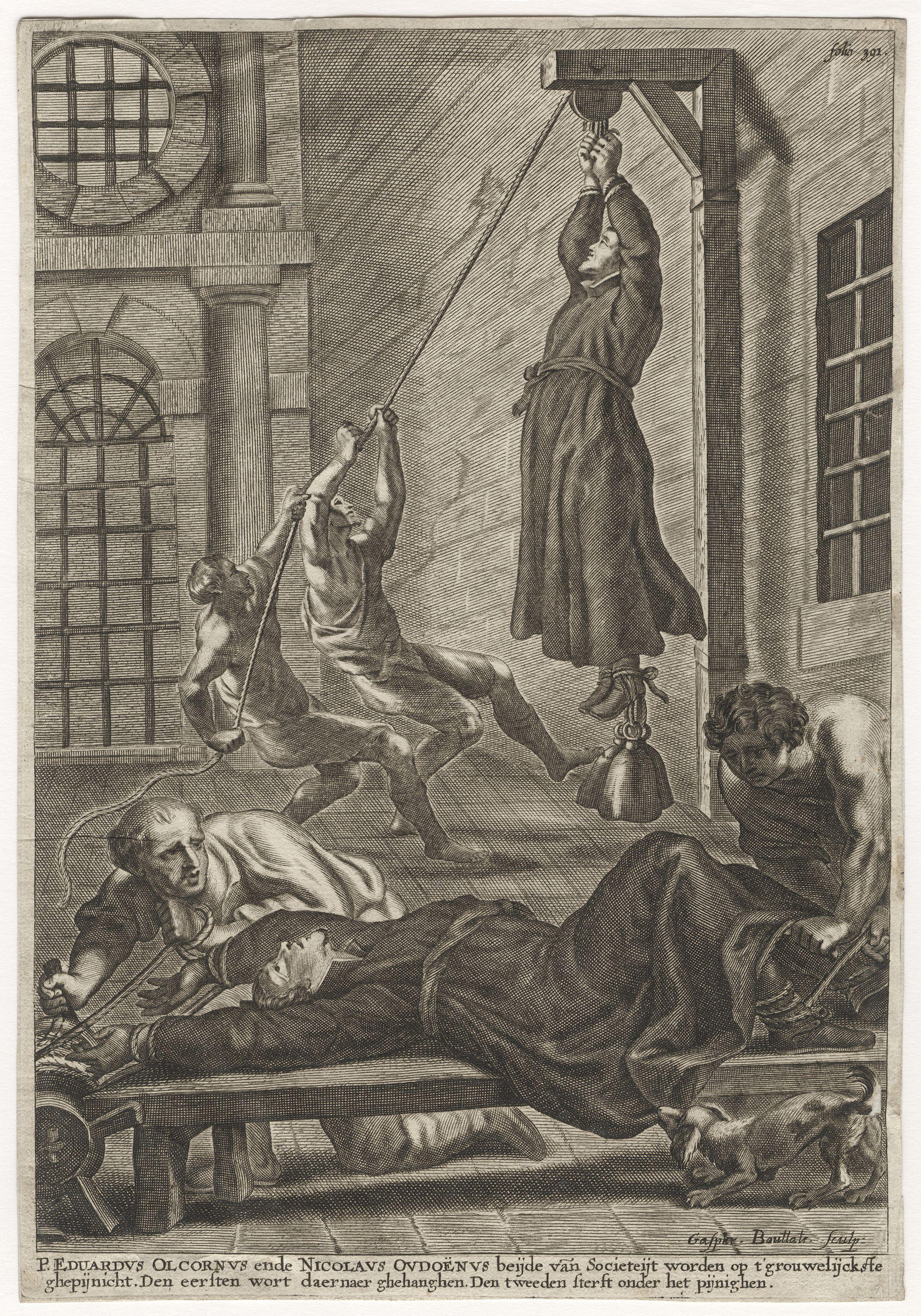
オールドコーンとニコラス・オーウェンが拷問を受けている場面を描いた版画（Gaspar Bouttats作）。

オールドコーンは拷問を受けたが、彼と火薬陰謀事件を結び付ける証拠は見つからなかった。彼の尋問では、1605年11月8日にロバート・ウィンターの元からテシモンドがやってきて、ハビントンと自分に「前代未聞の最悪なニュースが入ってきてみんな動揺している」と話したことを明かしている。この中でテシモンドは、ある人物が議会場を爆破しようとしたが数日前に発覚したことを述べていたという。
オールドコーンの処刑理由は、単純に神父であったためと指摘する者もいる。
またはオールドコーンがもともと悪名高い人物であったこと、あるいはジョン・ジョーンズ神父を通して、陰謀に参加したロバート・ウィンターとスティーブン・リトルトンに安全な避難場所を提供したため、もしくは上役のガーネットのためにハインドリップの隠れ家を提供したことが原因ではないかと推測する者もいる。
裁判においてハンフリー・リトルトンは赦しを請い、友人の所在を明かした自分は死に値すると思い込んでいたといわれている。
ストーニーハーストには彼の2通の手紙があり、2通目は獄中から書かれたものである。処刑の前日にはイエズス会士の同僚であるジョン・フロイドが、彼を訪ねようとして逮捕された。
1606年4月7日、レッド・ヒルにおいてオールドコーンは、ジョン・ウィンター、ハンフリー・リトルトン、そして彼の従者であったラルフ・アシュリーと共に首吊り・内臓抉り・四つ裂きの刑で処刑された。
オールドコーンが梯子に昇り、最期の刻を待っている時、アシュリーは彼の足にキスをし、「私はなんて幸福な男だろうか。私の優しい神父と共に死ねるなんて」と述べたとされる。オールドコーンは聖ウィニフレッドの名を口にして息絶えた。
アシュリーは死の間際に、祈り、赦しを求め、オールドコーンと同じように自分は教義に殉じるのであって反逆者として死ぬのではないと述べた。

## 死後
オールドコーンの肖像画は、彼の死後、Gesu教会のために描かれた。彼の遺物の多くは後世にも残ったが、その中には彼の眼球もある。これは処刑の際の斬首の衝撃があまりに強く、眼窩から飛び出たものと言われている。
ウスターには、彼の名誉にちなんで名付けられた中等学校、ブレスト・エドワード・オールドコーン・カトリックカレッジ（Blessed Edward Oldcorne Catholic College）がある。
彼の右眼と彼を縛ったロープはストーニーハースト大学に遺物として保管されている。彼らの間に伝わっている伝承によると、四つ裂き刑を受けて、その後に頭部が茹でられた際に、カトリックのシンパがその目玉を拝借したという。
火薬陰謀事件が発覚するきっかけとなった第4代モンティーグル男爵ウィリアム・パーカーに送られた手紙（通称：モンティーグルの手紙）の差出人は現在も不明で様々な説があるが、その中にオールドコーン説がある。彼と親しかったアビントンの妻メアリーは、男爵の妹であった。